# NSO Group
La NSO Group Technologies (dove l'acronimo NSO sta per Niv, Shalev e Omri, i nomi dei fondatori dell'azienda) è un'azienda israeliana con sede a Herzliya in Israele, attiva nel settore informatico e nota per aver inventato lo spyware chiamato Pegasus, che consente di sorvegliare da remoto gli smartphone. È stata fondata nel 2010 da Niv Karmi, Omri Lavie e Shalev Hulio e impiegava circa 500 persone nel 2017.
Secondo diversi rapporti e indagini giornalistiche, il software creato dalla NSO Group è stato utilizzato contro attivisti per i diritti umani e giornalisti in vari paesi, nello spionaggio di stato contro il Pakistan ed è stato implicato nell'omicidio di Jamal Khashoggi. Nell'ottobre 2019, le società WhatsApp e Facebook hanno citato in giudizio NSO e Q Cyber Technologies ai sensi del Computer Fraud and Abuse Act statunitense (CAFA). NSO ha affermato di fornire lo spyware a governi autorizzati per aiutarli a combattere il terrorismo e la criminalità.
Lo spyware Pegasus è classificato come arma dallo stato d'Israele pertanto qualsiasi esportazione e utilizzo in paesi esteri deve essere approvata dal governo.
I ricavi annuali sono stati di circa 40 milioni di dollari nel 2013 e 150 milioni di dollari nel 2015. Nel giugno 2017, la società è stata messa in vendita dalla Francisco Partners per 1 miliardo di dollari. I fondatori Lavie e Hulio, in partnership con il fondo di private equity europeo Novalpina Capital, hanno acquistato una quota di maggioranza della NSO nel febbraio 2019.